# 山本正三
山本 正三（やまもと しょうぞう、1928年〈昭和3年〉1月3日 - 2025年〈令和7年〉1月6日）は、日本の地理学者。位階勲等は従四位瑞宝中綬章。
筑波大学名誉教授。筑波大学自然学類長、筑波大学附属高等学校長、第27代日本地理学会会長等を歴任した。学位は理学博士（東京教育大学・1961年）。

## 略歴
静岡市生まれ。1945年（昭和20年）静岡県立静岡中学校卒業。1948年（昭和23年）東京高等師範学校文科4部3年修了。1951年（昭和26年）東京文理科大学地学科地理学専攻卒業。1951年（昭和26年）4月、静岡県立静岡城内高校教諭。1952年（昭和27年）3月、同校教諭退職。1955年（昭和30年）東京文理科大学（研究奨学生）前期修了。同年、東京教育大学理学部助手。1957年（昭和32年）6月、同大助手退職、7月東京水産大学非常勤講師。1958年（昭和33年）3月、同大講師退職、同月、東京教育大学理学部助手。1961年（昭和36年）「わが国の茶業地域の形成に関する地理学的研究 静岡県の事例を中心にして」で、東京教育大学から理学博士の学位を取得した。1965年（昭和40年）8月、東京教育大学理学部講師、1967年（昭和42年）11月、同大助教授、1975年（昭和50年）筑波大学教授（地球科学系）。1978年（昭和53年）筑波大学大学院地球科学研究科長、1980年（昭和55年）筑波大学地球科学系長、1983年（昭和58年）筑波大学自然学類長、1986年（昭和61年）筑波大学附属高等学校長（併任期間1988年〈昭和63年〉3月まで）。1991年（平成3年）定年退官、名誉教授、獨協大学教授。1999年（平成12年）同大退職。1990年（平成2年）日本地理学会常任委員長、1998年（平成10年）同学会会長。
2025年（令和7年）1月6日、死去した。97歳没。死没日付で、従四位に叙され、瑞宝中綬章を受章した。

## 著書
- 『茶業地域の研究』大明堂、1973
- 『小学生の社会科パズル 頭の鍛練』旺文社、1978
- 『総合力完成 新課程大学受験用 地理』旺文社、1983
- 『詳解地理 大学受験』旺文社、1988

### 共編著
- 『世界の自然環境』田中真吾、太田勇共編 大明堂、1973
- 『よくわかる中学地理』編著 旺文社、1975
- 『経済地理 1 (農業・牧畜・林業) 』新訂　伊藤郷平、浮田典良共編著 大明堂 人文地理ゼミナール、1977
- 『沿岸集落の生態 南伊豆における沿岸集落の地理学的研究』尾留川正平共編著 二宮書店、1978
- 『日本のブナ帯文化』市川健夫、斎藤功共編 朝倉書店、1984
- 『日本の農村空間 変貌する日本農村の地域構造』田林明、北林吉弘共編 古今書院、1987
- 『首都圏の空間構造』編著 二宮書店、1991
- 『総観地理学講座 15 産業経済地理 世界』編 朝倉書店、1995
- 『現代日本の地域変化』千歳寿一、溝尾良隆共編 古今書院、1997
- 『人文地理学辞典』奥野隆史、石井英也、手塚章共編 朝倉書店、1997
- 『自然環境と文化 世界の地理的展望』犬井正、田林明、菊地俊夫共著 大明堂、2001 のち原書房
- 『日本の地誌 日本総論 2(人文・社会編)』谷内達、菅野峰明、田林明、奥野隆史共編 朝倉書店、2006
- 『日本の地誌』 共編 朝倉書店、2009
- 『日本の地誌』 共編 朝倉書店、2011
- 『小農複合経営の地域的展開』 田林明、菊地俊夫 共編著 二宮書店、2012
- 『人文地理学辞典』 奥野隆史、石井英也、手塚章 共編 朝倉書店、2012
- 『新編地理A』 共著 二宮書店、2013
- 『新編詳解地理B』 共著 二宮書店、2013
- 『基本地理A』 共著 二宮書店、2017
- 『新編詳解地理B』 共著 二宮書店、2017

### 翻訳
- アンドレ・ショレー『地理学の方法論的考察』正井泰夫、田中真吾共訳編 大明堂、1967
- C.ワグレー『An introduction to Brazil』改訂版 二宮書店、1971
- グルー『熱帯の地理 社会的経済的諸条件とその展望』上野福男監訳 田中真吾、谷治正孝共訳 朝倉書店、1971
- ハワード・F.グレゴー『農業地理学 その課題と展望』朝野洋一、斎藤功共訳 大明堂、1973
- E.H.グレーアム『土地利用の生態学』上野福男共訳 農林統計協会、1974
- オリヴィエ・ドルフュス『地理空間』高橋伸夫共訳 白水社・文庫クセジュ、1975
- ピエール・モンベーフ『ブラジル』白水社・文庫クセジュ、1975 のち改訂新版・手塚章共訳
- ミシェル・ロシュフォール『南アメリカの地理』白水社・文庫クセジュ、1979
- P.E.ジェームズ『ラテンアメリカ』全3巻 菅野峰明共訳 二宮書店、1979
- グールド、ホワイト『頭の中の地図 メンタルマップ』奥野隆史共訳 朝倉書店、1981
- B.W.ホッダー『熱帯の経済開発』内山幸久共訳 地人書房、1982
- ポール・クラヴァル『新しい地理学』高橋伸夫、手塚章共訳 白水社・文庫クセジュ、1984
- E.アイザック『栽培植物と家畜の起源』共訳 大明堂、1985
- W.A.ダンドー『地球を襲う飢饉 その歴史と将来展望』斎藤功共訳 大明堂、1985
- ザ・エコノミスト編『データファイル世界の国ぐに ロンドン・エコノミスト版 1984』監訳 原書房、1985
- ディビット・グリッグ『農業地理学入門』村山祐司、内山幸久共訳 原書房、1986
- J.ブルック, J.ウエッブ『人文地理学』石井英也共訳 二宮書店、1987
- A.ラポポート『住まいと文化』大岳幸彦、佐々木史郎共訳 大明堂、1987
- T.G.ジョーダン『ヨーロッパ文化 その形成と空間構造』石井英也共訳 大明堂、1989
- ディビッド・グリッグ『第三世界の食料問題』村山祐司共訳 農林統計協会、1991
- J.F.ハート『農村景観を読む』菊地俊夫共訳 大明堂、1992
- アラン・ギルバート『ラテンアメリカ入門』二宮書店、1996
- デイビット・グリッグ『西洋農業の変貌』内山幸久、犬井正、村山祐司共訳 農林統計協会、1997
- デイビット・グリッグ『農業地理学』内山幸久、犬井正、村山祐司共訳 農林統計協会、1998
- デイビッド・グリッグ『農業変化の歴史地理学』手塚章, 村山祐司共訳 二宮書店、2001
- M.グールディング、N.J.H.スミス、D.J.メイハール『恵みの洪水 アマゾン沿岸の生態と経済』松本栄次共訳 トークサロン・創造農学研究会、2001
- T.G.ジョーダン=ビチコフ,B.B.ジョーダン『ヨーロッパ 文化地域の形成と構造』石井英也、三木一彦共訳 二宮書店、2005
- C.R.ブライアント、T.R.R.ジョンストン『都市近郊地域における農業 その持続性の理論と計画』菊地俊夫,内山幸久、櫻井明久、伊藤貴啓共訳 農林統計協会、2007
- A.ライト、W.ウォルフォード『大地を受け継ぐ 土地なし農民運動と新しいブラジルを目指す苦闘』二宮書店、2016